# Церква Різдва Пресвятої Богородиці (Садове)
Церква Різдва Пресвятої Богородиці в Садовому — парафія і храм греко-католицької громади Коропецького деканату Бучацької єпархії Української греко-католицької церкви в селі Садове Чортківського району Тернопільської области.

## Історія церкви
Мурований кам'яний храм, збудований у 1912 році, спочатку був римо-католицьким костелом. З 1945 по 1990 рік місцева влада використовувала його приміщення як склад мінеральних добрив.
У 1990 році розпочалася реконструкція храму під керівництвом Степана Поперечного за пожертви парафіян села Садове. У 1991 році його розписували М. Довган, В. Василик та В. Калинах.
З 1990 року парафія і храм належать греко-католицькій громаді. Статут парафії був зареєстрований 25 серпня 1991 року.
Єпископську візитацію парафії, яка відбулася з 27 лютого по 2 березня 2014 року, здійснив єпарх Бучацький Димитрій Григорак.
При парафії діють братство «Апостольство молитви» та біблійний гурток. На території села є шість хрестів і капличка.

## Парохи
- о. Ігор Джилжора (1990—1999),
- о. Дмитро Подоба (1999—2001),
- о. Микола Малий (2001—2002),
- о. Степан Чвиль (з 2002).